# Marcha por la vida y la familia en Polonia

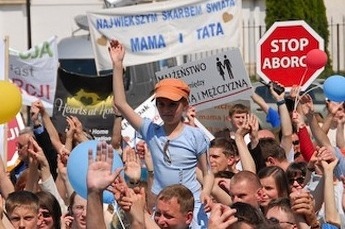
Marcha por la vida y la familia en 2007

Marcha por la Vida y la Familia es una marcha anual contra el aborto y los derechos LGBT. La primera marcha fue en Varsovia, ahora la marcha se está organizando en muchas ciudades de Polonia, pero no en la misma fecha.
En Polonia la Fundación Centro de Vida y Familia organiza la marcha en Varsovia y coordina todas las marchas denominadas Marcha por la vida y la familia dentro del país. Varias instituciones católicas organizan otras marchas.[cita requerida]

## 4 de junio de 2006
La primera marcha tuvo lugar en 2006 en Varsovia. Según la Agencia de Información Católica, atrajo a más de 2000 personas, principalmente jóvenes con sus familias, representantes de organizaciones no gubernamentales conservadoras y políticos de derecha. Los manifestantes sostenían pancartas con lemas: "El amor es hetero", "El derecho al nacimiento de todos", "El hombre y la mujer, la verdadera familia", "Detengan el aborto", "Detengan la perversión" (con una foto de dos hombres tomados de la mano), "Yo elijo la vida". Un concierto de pop, financiado por el gobierno, cerró la marcha.

## 20 de mayo de 2007

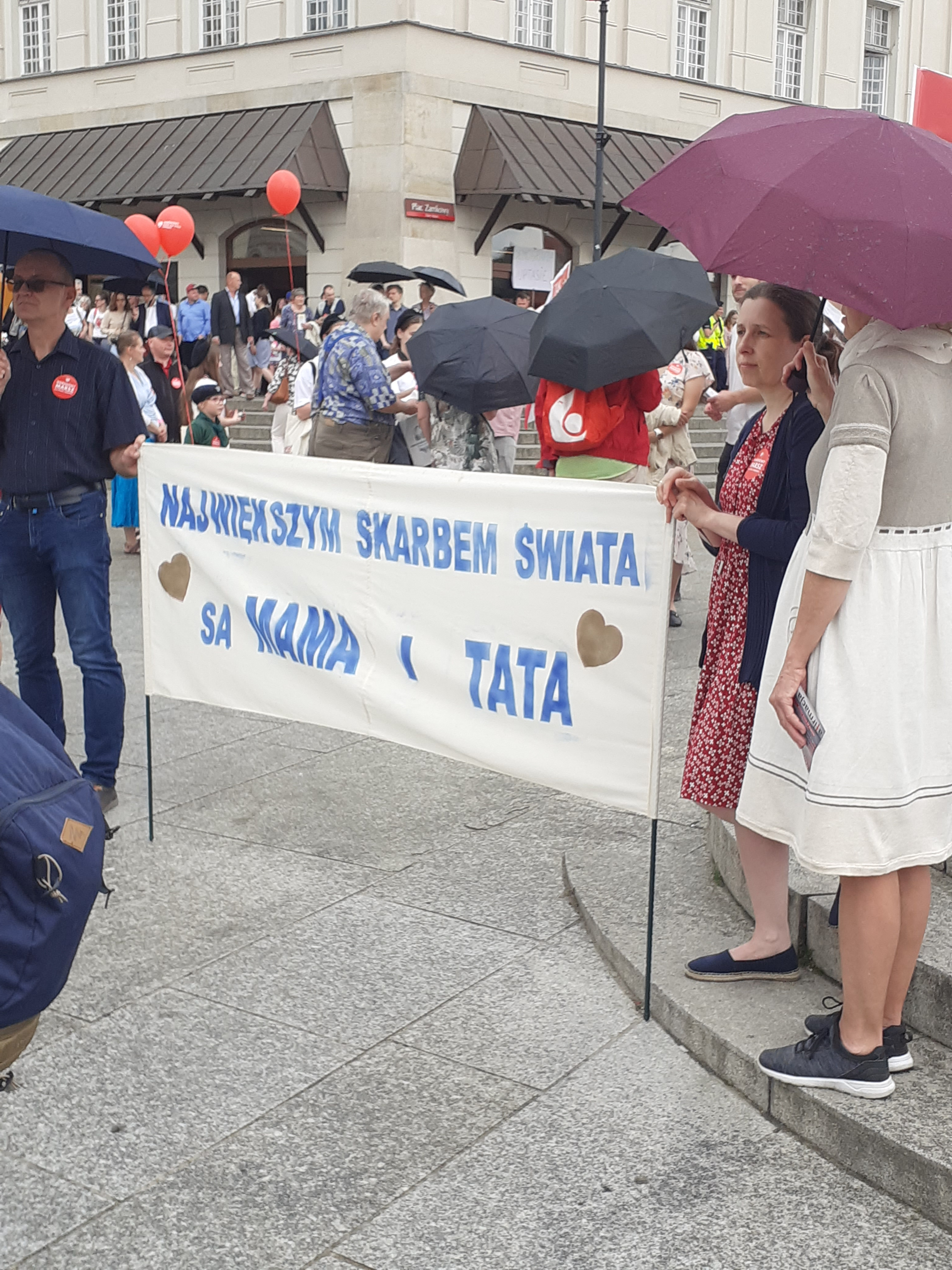
Marcha por la Vida y la Familia en Varsovia (2023)

Según las estadísticas policiales, la segunda marcha de 2007 atrajo a unas 600 personas. A la marcha asistieron políticos de derecha como Roman Giertych, el ministro de educación Wojciech Wierzejski, Marian Piłka y Artur Zawisza, así como varias instituciones, p. Ej. Fundacja Pełna Chata (Fundación Full Cottage), Grupa "Człowiek tak - homoseksualizm nie" (Grupo "Humano sí - homosexualidad no"), Bielańskie Stowarzyszenie Rodzin Wielodzietnych (Asociación Bielany de familias con muchos niños). A la marcha también asistieron activistas antiaborto de Alemania, Italia, Francia, Chile, Perú y Estados Unidos.
Los manifestantes portaban pancartas con lemas "Matrimonio sólo entre hombre y mujer", "Un humano sí, homosexuales no", "Parada de perversión", "La homofobia está bien", así como banderas y cruces nacionales polacas.

## 25 de mayo de 2008
La tercera marcha tuvo lugar en mayo de 2008. Antes de la marcha se presentaron varias películas sobre el aborto, la revelación milagrosa de Madonna y la cultura de la muerte sobre la situación actual en Suecia, donde se debe reconocer el matrimonio entre personas del mismo sexo.[cita requerida] También hubo una conferencia en la Universidad Católica Cardenal Stefan Wyszyński en Varsovia sobre el aborto y los métodos anticonceptivos aprobados por el Vaticano. Según las estadísticas policiales, hubo menos de 1000 manifestantes, pero los organizadores afirman que fueron alrededor de 4000.